# Leucothrix oryx
Leucothrix oryx är en tvåvingeart som beskrevs av Munro 1956. Leucothrix oryx ingår i släktet Leucothrix och familjen borrflugor. Inga underarter finns listade i Catalogue of Life.